# اما دایک
اما دایک (انگلیسی: Emma Dyke؛ زادهٔ ۳۰ ژوئن ۱۹۹۵) قایقران روئینگ زن اهل نیوزیلند است.
وی در مسابقات کشوری و بین‌المللی در مجموع برندهٔ ۱ مدال طلا، ۱ مدال نقره، ۱ مدال برنز شده‌است.